# Paraleprodera javanica
Paraleprodera javanica är en skalbaggsart som beskrevs av Stefan von Breuning 1943. Paraleprodera javanica ingår i släktet Paraleprodera och familjen långhorningar. Inga underarter finns listade i Catalogue of Life.